# Shark Island (Port Jackson)
Pour les articles homonymes, voir Shark Island.

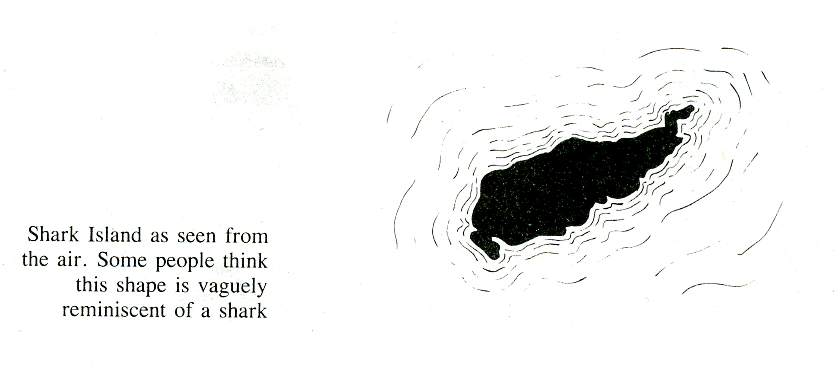
Représentation de Shark Island (vue aérienne)

Shark Island ou île Shark est une île située à Port Jackson, en Australie, au large de Sydney à proximité de Point Piper (en), Rose Bay et Vaucluse, dans la partie orientale du port, entre le Harbour Bridge et l'entrée du port.

## Histoire et présentation
Les populations autochtones locales appellent l'île Boambilly, Boam billy ou Bo-a-Millie. Le nom de Shark Island, l'île requin, proviendrait de sa vague ressemblance à un requin.
L'île a une superficie de 1,5 hectare et mesure environ 250 mètres par 100 mètres. L'île fait office de base de loisirs tandis que, dès 1879, elle sert également de zone de quarantaine pour les animaux et de dépôt naval jusqu'en 1975. À cette date elle est dédiée exclusivement aux loisirs et fait partie du parc national de Sydney Harbour.
Le phare de Shark Island est implanté à environ quinze à vingt mètres, de la pointe nord de l'île : il a été construit en 1913 à la suite des nombreux naufrages s'étant produit à proximité de l'île.